# Аютинский
Аютинский — бывший посёлок городского типа в Ростовской области России. С 2004 года микрорайон города Шахты. Находится на реке Аюта.

## География
Расположен на реке Аюта (бассейн Дона), в 8 км к северо-западу от центра города Шахты, на автотрассе «Дон» M4 «Москва — Ростов-на-Дону».

## История

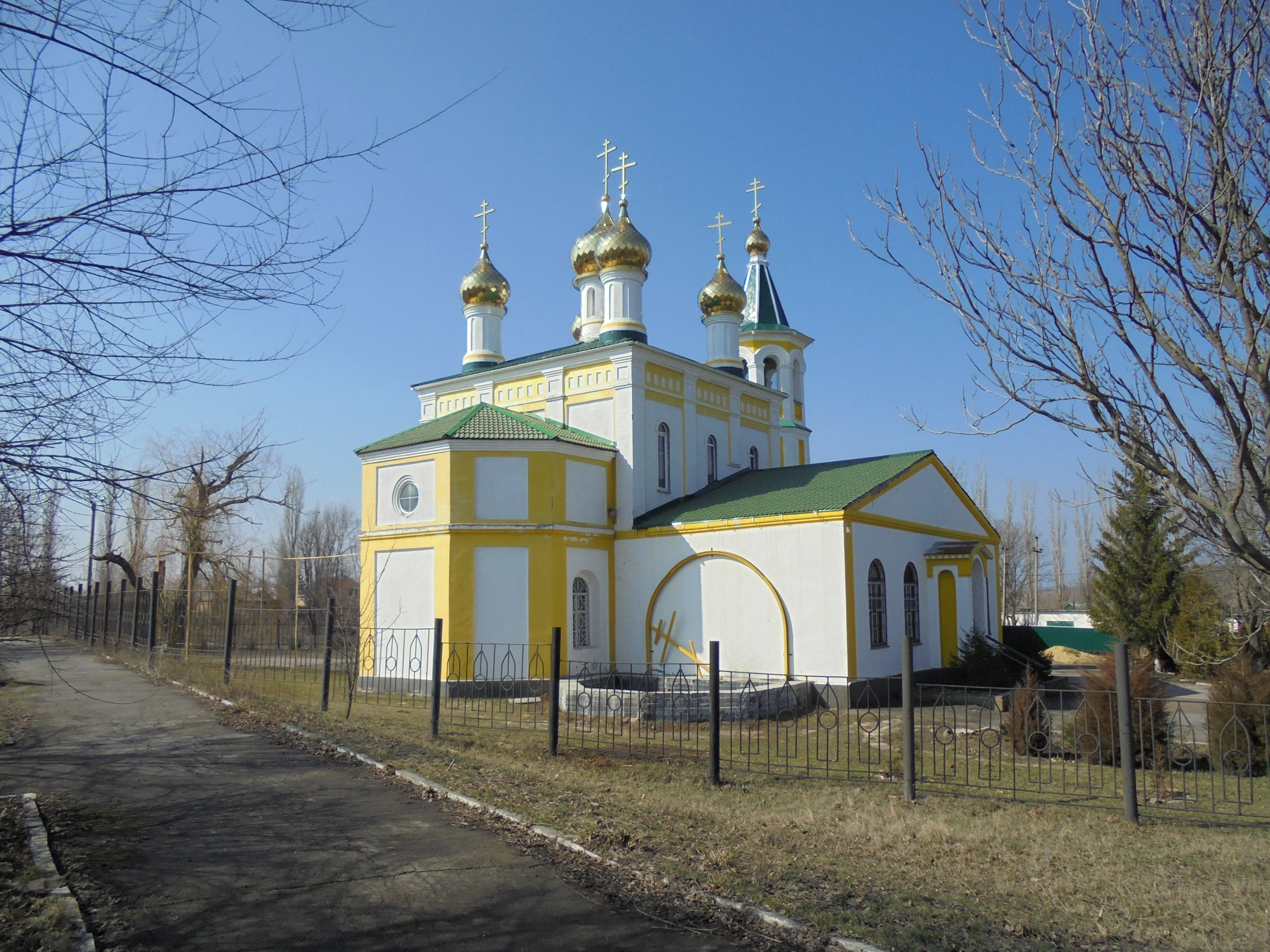
Церковь Николая Чудотворца

В конце XIX века хутор Аютинский некоторое время входил в приход храма Александра Невского. В 1903 году в хуторе была построена церковь Николая Чудотворца.
В 1914 году — х. Власово-Аютинский Новочеркасской станицы. В 1957 году хутор Власово-Аютинский был преобразован в рабочий посёлок Аютинский. По данным на конец 1960-х годов, действовал щебёночный завод, велась добыча угля.
С февраля 1989 года посёлок городского типа Аютинский после упразднения Ленинского района находился в непосредственном подчинении Шахтинского горсовета, а с 1994 года и до 2004 года был в подчинении администрации города Шахты.
В 2004 году в ходе реформы местного самоуправления посёлок городского типа Аютинский был лишён статуса самостоятельного населённого пункта и включён в состав города Шахты в качестве микрорайона.

## Население
| 1959   | 1970    | 1979    | 1989    | 2002    |
| ------ | ------- | ------- | ------- | ------- |
| 10 510 | ↗11 044 | ↘10 654 | ↗11 570 | ↘10 639 |

## Экономика
Работают щебёночный завод, завод по производству хлеба и хлебобулочных изделий. Возле посёлка находится зоопарк — Южный парк птиц Малинки.